# Peter Mander
Peter Mander est un skipper néo-zélandais né le 4 juillet 1928 à Christchurch et mort le 21 juin 1998.

## Carrière
Peter Mander obtient une médaille d'or olympique de voile en classe Sharpie 12 m2 avec Jack Cropp aux Jeux olympiques d'été de 1956 de Melbourne à bord du Jest.